# Gastroenterite rotavírica
A gastroenterite rotavírica é a causa mais comum da diarreia severa em bebés e crianças, e é provocada pelo rotavirus. Por volta dos cinco anos de idade, a grande maioria das crianças de todo o mundo terão padecido pelo menos uma vez de gastroenterite rotavírica. Entretanto, a cada nova infecção, o sistema imunitário fortalece-se e infecções posteriores tornam-se cada vez mais fracas; é muito pouco comum em adultos.
O vírus é transmitido por rota fecal-oral. Infecta e danifica as células que revestem o intestino delgado e causa gastroenterite. Embora o rotavirus tenha sido descoberto em 1973 e seja a causa de cerca de 50% das hospitalizações por diarreia grave infantil, ainda não se conhece amplamente a sua importância dentro da comunidade da saúde pública. Para além de se tratar de um patogénico humano, o vírus também afecta outros animais: é um agente patogénico do gado.
A gastroenterite rotavírica é geralmente uma doença fácil de curar, no entanto em todo o mundo perto de 500 000 crianças abaixo dos cinco anos morrem a cada ano por causa da infeção e cerca de dois milhões ficam gravemente doentes. Nos Estados Unidos, antes do início do programa de vacinação contra a gastroenterite rotavírica, havia perto de 2,7 milhões de casos graves de gastroenterite, com 60 000 hospitalizações e cerca de 37 mortos a cada ano. Tem sido realizadas diferentes campanhas públicas para combater a gastroenterite rotavírica com a prestação de terapias de reidratação oral das crianças infectadas e a vacinação para previr a doença.